# Пожар в ночном клубе «Beverly Hills Supper Club»
Пожар в ночном клубе «Beverly Hills Supper Club» — крупный пожар, произошедший в ночном клубе города Саутгейт в штате Кентукки (США) 28 мая 1977 года. В результате возгорания в переполненном ночном клубе погибли 165 человек, более 200 пострадали. Происшествие стало одним из крупнейших пожаров в ночных клубах за всю историю.

## Пожар
В субботу 28 мая 1977 года ресторан клуба Beverly Hills Supper Club работал сверхурочно, во многом из-за популярности шоу Cabaret Room с участием популярного голливудского певца и актёра Джона Дэвидсона. В зале, рассчитанном на 600 человек, находились от 900 до 1300 человек, а в самом здании могло быть более 3000 человек, не считая 182 сотрудников клуба.
Пожар начался в пустом помещении и был обнаружен одним из сотрудников в 20.59. Пожарная служба была предупреждена о пожаре в 21:01 и прибыла на место в 21:05.
В это время сотрудники начали призывать посетителей покинуть здание. Однако, поскольку в обширном комплексе отсутствовала звуковая пожарная сигнализация, те, кто находился в более изолированных комнатах, не могли узнать, что в здании пожар, пока сотрудники не обошли всё здание.
Однако из-за большого количества посетителей и маленького количества запасных выходов, эвакуация проходила крайне медленно. Огонь также начал распространяться вверх, охватив лестницу, которая обеспечивала один из наиболее удобных выходов для тех, кто находился на втором этаже здания.
Около 21:10 в здании отключилось электричество, погас свет. Началась паника и давка. Запутанная планировка здания привела к тому, что некоторые посетители не могли в панике выбраться из помещений.
В 23:30 пожарное управление, подозревая, что крыша здания скоро рухнет, приказало всем пожарным эвакуироваться из здания. Примерно в полночь крыша рухнула. Пожарным не удавалось взять пламя под контроль примерно до двух часов ночи но полностью пожар был локализован только 30 мая.

## Последствия
На месте пожара было обнаружено 162 тела. Все, кроме двух погибших, были найдены в зале кабаре. Двое пострадавших скончались 25 июня и один 2 июля. Последняя жертва пожара скончалась 1 марта 1978 года, через девять месяцев после трагедии. Таким образом, число жертв трагедии достигло 165.

## Расследование
В результате расследования были выявлены следующие причины трагедии:
- Переполненность клуба
- Недостаточное количество эвакуационных выходов
- Неисправная проводка.
- Отсутствие брандмауэров, что позволило огню распространиться.
- Плохие методы строительства. Клуб был построен по частям с недостаточной поддержкой крыши, отсутствием общего пространства под потолком и легковоспламеняющимися компонентами.
- Нарушения правил противопожарной безопасности. Не было спринклерной системы и звуковой автоматической пожарной сигнализации.
- Плохой надзор со стороны регулирующих органов.

## Дальнейшие события
Ричард Уитт из Louisville Courier-Journal был удостоен в 1978 году Пулитцеровской премии за репортажи о местных новостях общего характера за свои статьи о пожаре.
В 1981 году владелец клуба открыл новое заведение и заявил, что сделал всё возможное для предотвращения новой трагедии.
На месте трагедии находится импровизированный мемориал и памятная табличка.
В 2020 году частный застройщик объявил о строительстве на этом месте многофункционального комплекса. Проект должен был включать мемориал погибшим. Спасатели, семьи погорельцев и другие лица в сентябре 2020 года подали иск о прекращении проекта, но в ноябре 2020 года пришли к соглашению о реализации проекта.